# Vangueria kerstingii
Vangueria kerstingii är en måreväxtart som beskrevs av Robyns. Vangueria kerstingii ingår i släktet Vangueria och familjen måreväxter.
Artens utbredningsområde är Togo. Inga underarter finns listade i Catalogue of Life.